# 北洋建設
株式会社北洋建設は、福岡市博多区に本社を構える、株式会社地域みらいグループ（旧 株式会社九州みらい建設グループ）傘下の総合建設業者である。

## 沿革
- 1952年（昭和27年）3月 - 福岡市小烏馬場町10（現中央区天神2丁目553）にて、脇山建設㈱ 設立
- 1961年（昭和36年）3月 - ㈱ 北洋建設に商号変更
- 1966年（昭和41年）3月 - 筑紫郡那珂川町山田に機材センター設置
- 1969年（昭和44年）3月 - 北九州支店開設
- 1983年（昭和58年）4月 - 木造住宅本部設立 ［木造住宅事業を分離独立］
- 1992年（平成4年）1月 - 熊本支店開設FM事業部設立
- 2000年（平成12年）1月 - FM事業部設立（マンションリニューアルのFM事業を分離独立）
- 2000年（平成12年）1月 - 鹿児島支店開設
- 2003年（平成15年）3月 - 沖縄支店開設
- 2003年（平成15年）4月 - 長崎支店開設
- 2003年（平成15年）5月 - 鹿児島支店に宮崎営業所(現支店)を開設
- 2003年（平成15年）11月 - ISO 9001・ISO 14001認証同時取得
- 2007年（平成19年）6月 - 西九州支店開設
- 2007年（平成19年）7月 - 佐賀支店開設
- 2011年（平成23年）8月 - 本社を現住所に移転
- 2023年（令和5年）1月 - 株式会社九州みらい建設グループから「株式会社地域みらいグループ」へグループ名変更

## 事業内容
- 建築工事業
- 鋼構造物工事業
- 内装仕上工事業
- とび・土工工事業
- 電気通信工事業

## 事業所
- 北九州支店
- 佐賀支店
- 長崎支店
- 大分支店
- 熊本支店
- 鹿児島支店
- 宮崎支店
- 沖縄支店
- 東京支店
- 仙台営業所